# 19 fructidor
19 thermidor 19 jour complémentaire
Le nonidi 19 fructidor, officiellement dénommé jour de la tagette, est le 349e jour de l'année du calendrier républicain.
C'était généralement le 5e jour du mois de septembre dans le calendrier grégorien.

## Naissances
- An X : 6 septembre 1802
  - Alcide Dessalines d'Orbigny, naturaliste, explorateur et paléontologue français († 30 juin 1857)